# Enicospilus loudontae
Enicospilus loudontae là một loài tò vò trong họ Ichneumonidae.